# マリアーノ・デ・マルシ
マリアーノ・デ・マルシ（イタリア語: Magliano de' Marsi）は、イタリア共和国アブルッツォ州ラクイラ県にある、人口約3,600人の基礎自治体（コムーネ）。

## 地理

### 位置・広がり

#### 隣接コムーネ
隣接するコムーネは以下の通り。括弧内のRIはリエーティ県（ラツィオ州）所属を示す。
- ボルゴローゼ (RI)
- ラークイラ
- マッサ・ダルベ
- ロッカ・ディ・メッツォ
- サンテ・マリエ
- スクルコラ・マルシカーナ
- タリアコッツォ